# Charge maximale d'utilisation
Pour les articles homonymes, voir CMU (homonymie) et SWL (homonymie).

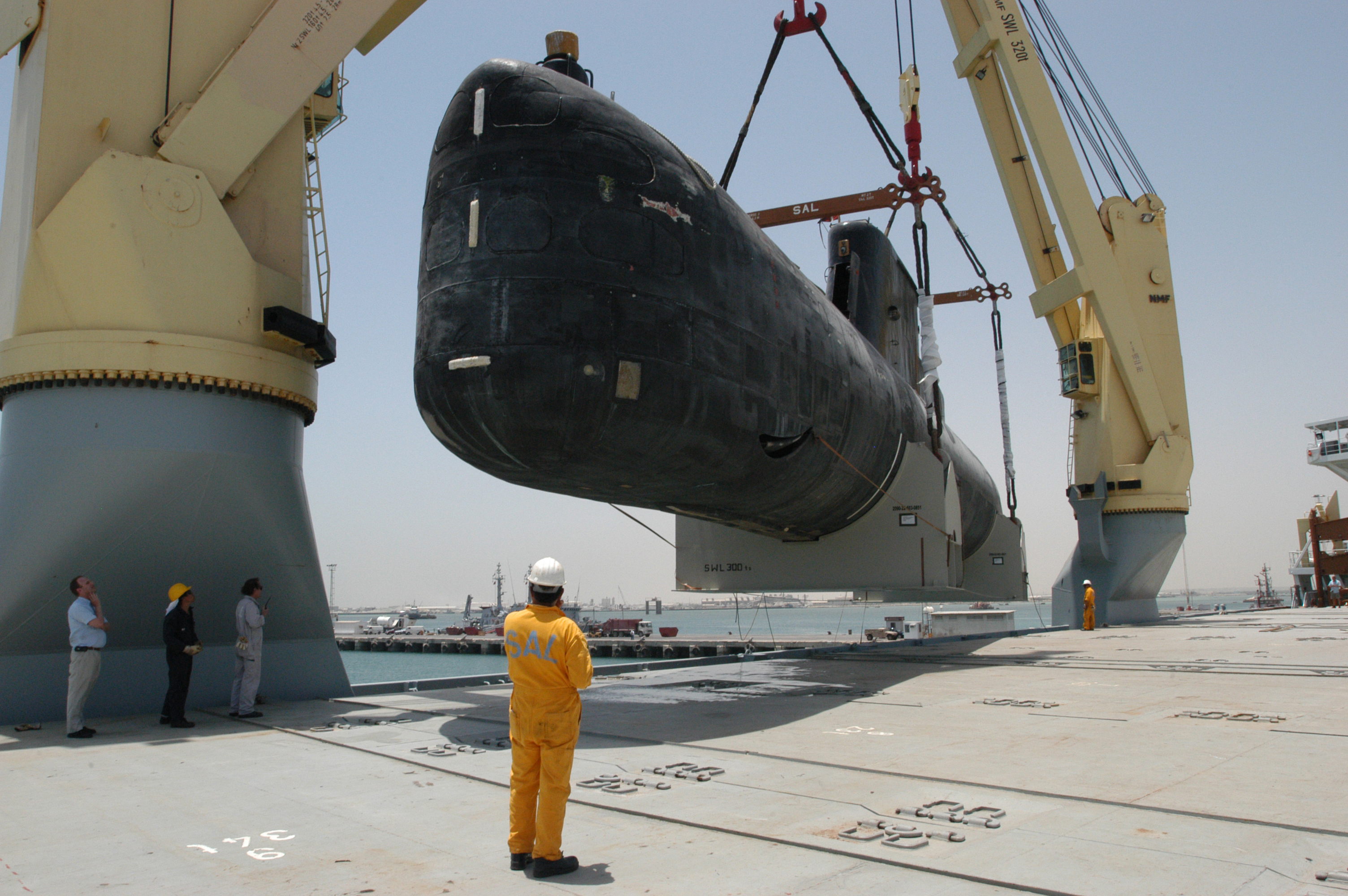
La valeur de la CMU est marquée sur cette grue et ce support de charge.

La charge maximale d'utilisation (CMU), en anglais SWL pour safe working load (« charge de travail en sécurité ») ou WLL pour working load limit (« limite de charge de travail »), est la charge maximale que le matériel de levage (pont roulant, palan, crochet, élingue, etc.) peut supporter en utilisation courante. Cette caractéristique mécanique fait partie d'une spécification ; sa valeur est indiquée sur le moyen de levage et sur la notice d'utilisation du fabricant. Elle est exprimée en tonnes (t) ou kilogrammes (kg).
La CMU dépend de nombreux paramètres : composition du matériau, géométrie, mode d'accrochage de la charge, température du matériel, etc. Elle fait référence uniquement à des charges statiques et ne tient pas compte des charges latérales.
Le coefficient de sécurité (ou coefficient d'utilisation) (sans unité) est le rapport arithmétique entre la charge minimale de rupture garantie par le fabricant et la CMU.
La charge maximale d'utilisation ne doit pas être confondue avec la charge d'épreuve maximale.